# 尼亞米納

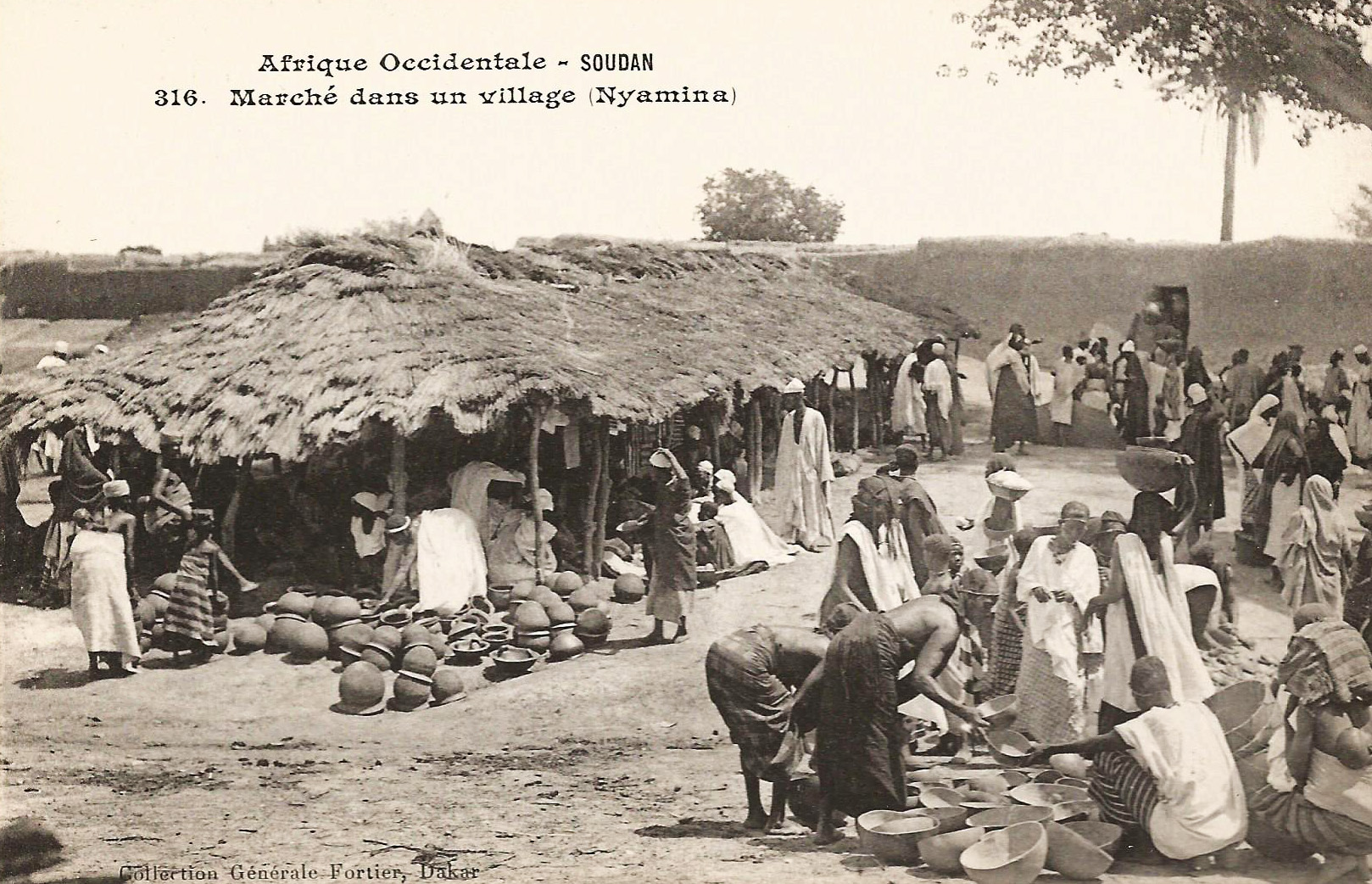
尼亞米納

尼亞米納（法語：Nyamina），是馬里的城鎮，位於該國西南部，由庫利科羅區的庫利科羅省負責管轄，面積1,283平方公里，海拔高度278米，2009年人口35,548，人口密度每平方公里28人。